# 八木酒造部
株式会社八木酒造部（やぎしゅぞうぶ）は、愛媛県今治市旭町に本社を置く日本酒メーカー。

## 概要
1831年創業の今治市で唯一の酒蔵である。銘柄である「山丹正宗」の由来は、創始者の八木治兵衛が丹波の出身であり、酒のキレと刀のキレをかけて銘刀「正宗」にあやかったためと伝えられている。
愛媛県産の酒米にこだわり、生産量の9割以上に「松山三井」や「しずく媛」といった県産米を使っている他、仕込み水は今治市の南西にある高縄山地を水源とする蒼社川の伏流水を蔵の井戸からくみあげている。

## 沿革
- 1831年 - 八木治兵衛が「丹波屋」を創業。
- 1832年 - 酒造を開始。
- 1945年 - 戦災で蔵が全焼。
- 1946年 - 酒造を再開。
- 1950年 - 「株式会社八木酒造部」を設立。
- 1992年 - 山丹政宗のロゴを松井桂三デザインのものに変更。